# Xiphochaeta macronychia
Xiphochaeta macronychia là một loài ruồi trong họ Tachinidae.